# Proyecto Prevención
Proyecto Prevención (anteriormente Niños que Necesitan una Comunidad Compasiva o CRACK por sus siglas en inglés) es una organización sin ánimo de lucro estadounidense que paga dinero en efectivo a drogadictos para que se sometan voluntariamente a procedimientos de control de natalidad de largo plazo, incluyendo la esterilización. Originalmente con sede en California y luego en Carolina del Norte, la organización empezó operar en el Reino Unido en 2010. La organización ofrece USD 300 (£200 en el Reino Unido) a cada participante. Barbara Harris fundó la organización en 1997 después de que ella y su marido adoptaron el quinto, sexto, séptimo, y octavo niño de una madre adicta. Al de 7 de octubre de 2011 la organización había pagado a 3.848 clientes.

## Historia
Barbara Harris fundó la organización en Anaheim, California en 1997 después de que ella y su marido adoptaran uno a uno a los cuatro últimos hijos de una madre adicta. Cada uno de los niños nació con un año de diferencia. Con la experiencia de ayudar a los niños a atravesar el síndrome de abstinencia y otros problemas de salud, ella intentó conseguir que se apruebe una legislación que habría obligado a las madres que dieran a luz a bebés expuestos a cocaína a someterse a procedimientos de contra concepción. Luego de no tener éxito en esa iniciativa, ella comenzó con lo que ahora se conoce como Proyecto Prevención.

## Actividades
El Proyecto Prevención dice que su objetivo principal es promover la concientización de los peligros de utilizar drogas durante el embarazo. Sin embargo son mejor conocidos por pagar dinero en efectivo a adictos para someterse voluntariamente a métodos de anticoncepción de plazo largo, incluyendo la esterilización. La organización ofrece USD 300 (£200 en el Reino Unido) a cada participante. The New York Times informa que la organización inicialmente ofrecía más dinero a las mujeres que escogieran ligaduras de trompas y a hombres que escogieran vasectomías que a quienes escogieran anti-conceptivos de largo plazo como dispositivos intrauterinos, pero las críticas les forzó a adoptar un monto fijo. Para recibir el dinero, los clientes tienen que proveer evidencia de haber sido arrestados en un crimen relacionado con drogas, o proporcionar un certificado médico que indique que utilizan drogas. Evidencia adicional para probar que el procedimiento de contracepción ha tenido lugar también les es requerida. La organización mantiene estadísticas sobre sus actividades a través de encuestas que todos los participantes completan antes de que cualquier procedimiento sea llevado a cabo. Al mes de mayo de 2014 se habían realizado procedimientos en 4.913 clientes.

## Críticas y respuestas
La organización utilizó eslóganes como "No dejes que el embarazo se interponga con tu consumo de crack" y "Ella tiene los ojos de su papá y la adicción a la heroína de su mamá". En entrevistas Harris dijo "no dejamos que nuestros perros tengan crías, los esterilizamos, los neutralizamos. Intentamos evitar que tengan cachorros indeseados, y aún así estas mujeres literalmente están teniendo camadas de niños", y que "hacemos campaña para esterilizar perros pero dejamos que algunas mujeres tengan 10 o 12 niños de los que no pueden cuidar". En el programa televisivo de noticias 60 Minutos II le preguntaron a Harris sobre estos comentarios y dijo, "sabes, mi hijo que va a Stanford me dijo 'mamá, por favor nunca más vuelvas a decir eso' pero es la verdad, estas personas no tienen simplemente 1 o 2 hijos, tienen camadas."  Más recientemente, Harris dio respuestas más suaves a las críticas: "Supongo que todo depende de donde vuestro corazón esté. Algunas personas están tan focalizadas en las mujeres y en su derecho de quedar embarazadas que parecen olvidarse de los derechos de los niños. Actúan como si estos niños no importasen. Las personas deben darse cuenta de que estas mujeres no quieren tenes bebés que luego les son quitados. Nada positivo puede sucederle a una mujer a la que le han quitado ocho niños."
Oponentes de la organización a menudo argumentan que debería enfocarse en el tratamiento de adicciones o hacer lobby para que el gobierno brinde servicios de salud. La respuesta de la organización es que no tienen los recursos para solucionar los "problemas nacionales de pobreza, vivienda, nutrición, educación y servicios de rehabilitación. Los recursos que tenemos los usamos para prevenir problemas por USD 300, en vez de pagar millones luego de que el problema ya aparece en gastos médicos para niños enfermos" Recuperar a un niño adicto a los opiáceos tiene un coste de alrededor de USD 500 000.

## Reino Unido
El Proyecto Prevención comenzó a operar en el Reino Unido en 2010. El primer cliente en el Reino Unido fue "John", un usuario de drogas desde sus 12 años, quién aceptó dinero para hacerse una vasectomía, diciendo nunca debería ser padre.

La organización ha sido criticada en el Reino Unido. Addaction, una caridad de adicción, dijo que sus prácticas son "moralmente reprehensible e irrelevantes". Martin Barnes, CEO de DrugScope, dijo que las actividades de la organización son abusivas, éticamente dudosas, y moralmente cuestionables. Harris admitió que sus métodos equivalen al soborno, pero dijo  que es la única manera de prevenir que los bebés sean dañados física y mentalmente por el uso de drogas durante el embarazo. La Asociación Médica británica (BMA) declaró no tener una postura acerca de la organización:

Como en todas las solicitudes de tratamientos, los doctores deben estar seguros de que el individuo tiene la capacidad para tomar la decisión que está tomando, en el momento que la está tomando. El comité de ética de la BMA cree que los doctores deben informar a sus pacientes acerca de los beneficios que tienen los métodos anticonceptivos reversibles, de manera tal que puedan tener mas opciones reproductivas en el futuro.

El 18 de octubre de 2010 la BBC transmitió el programa Esterilizando a Los Adictos referido a la organización—un programa similar, Adictos: Niños No Permitidos, fue transmitido en Escocia por la BBC Escocia.

## Irlanda
En el año 2010 Harris dijo que estaría muy interesada expandir su servicio a Irlanda. En respuesta, Fiona Weldon, directora clínica de centro de tratamiento de adicciones en Dublín del Rutlan Centre, dijo que el Proyecto Prevención es "absolutamente horrendo", que estaba mal asesorada y podría ser demandada en el futuro. Tony Geogegan, CEO del centro de adicciones y personas sin hogar del Mechants Quay Ireland dijo que esterilizar a adictos es inapropiado.